# Isops maculosus
Isops maculosus är en svampdjursart som beskrevs av Vosmaer 1894. Isops maculosus ingår i släktet Isops och familjen Geodiidae. Inga underarter finns listade i Catalogue of Life.